# Eustazio di Alessandria
Papa Eustazio (VIII secolo – 817), è stato papa e patriarca greco-ortodosso di Alessandria e di tutta l'Africa tra l'813 e l'817.
Era il superiore del monastero di Alkosuir prima di ascendere al patriarcato.   Secondo la ricostruzione datata dei Padri Benedettini della Congregazione di S.Mauro in Francia sarebbe salito sul trono nell'801 e sarebbe morto nell'805.